# Schtroumpf !
Schtroumpf ! est un périodique de bande dessinée mensuel créé le 18 octobre 1989 par Peyo. Le journal est créé pour recevoir les histoires des Schtroumpfs après le départ de Peyo des éditions Dupuis et du journal Spirou. Trente-quatre numéros ont paru, chacun contenant une bande dessinée inédite des Schtroumpfs. Ces histoires seront pour la plupart reprises dans les albums L'Aéroschtroumpf et L'Étrange Réveil du Schtroumpf paresseux de la série principale et dans la collection 3 Histoires de Schtroumpfs aux éditions Le Lombard.
| Numéro | Date de parution | Histoire incluse                         |
| ------ | ---------------- | ---------------------------------------- |
| 1      | Novembre 1989    | La gourmandise chez les Schtroumpfs      |
| 2      | Décembre 1989    | L'aéroschtroumpf                         |
| 3      | Janvier 1990     | Les farces du Schtroumpf farceur         |
| 4      | Février 1990     | Puppy et les Schtroumpfs                 |
| 5      | Mars 1990        | Le Schtroumpfeur masqué                  |
| 6      | Avril 1990       | Le petit train des Schtroumpfs           |
| 7      | Mai 1990         | L'étrange réveil du Schtroumpf paresseux |
| 8      | Juin 1990        | Le Schtroumpf et son dragon              |
| 9      | Juillet 1990     | Les Schtroumpfs pompiers                 |
| 10     | Août 1990        | Une taupe chez les Schtroumpfs           |
| 11     | Septembre 1990   | Le téléschtroumpf                        |
| 12     | Octobre 1990     | Un nounours pour le bébé Schtroumpf      |
| 13     | Novembre 1990    | Le nouveau jeu des Schtroumpfs           |
| 14     | Décembre 1990    | Un baiser pour la Schtroumpfette         |
| 15     | Janvier 1991     | Gargamel fait la paix                    |
| 16     | Février 1991     | Le petit lapin bleu                      |
| 17     | Mars 1991        | Le puits aux échanges                    |
| 18     | Avril 1991       | Les Schtroumpfs et Dame Nature           |
| 19     | Mai 1991         | Les malheurs du Schtroumpf coquet        |
| 20     | Juin 1991        | La poudre d'escampette                   |
| 21     | Juillet 1991     | Le tourlitoula du Schtroumpf musicien    |
| 22     | Août 1991        | L'anniversaire du Grand Schtroumpf       |
| 23     | Septembre 1991   | Le manoir aux mille miroirs              |
| 24     | Octobre 1991     | Le talisman d'Hogatha                    |
| 25     | Novembre 1991    | Les Schtroumpfs de papier                |
| 26     | Décembre 1991    | La salsepareille de Gargamel             |
| 27     | Janvier 1992     | Le Schtroumpf amnésique                  |
| 28     | Février 1992     | Le chef-d'œuvre du Schtroumpf peintre    |
| 29     | Mars 1992        | Azraël chez les Schtroumpfs              |
| 30     | Avril 1992       |                                          |
| 31     | Mai 1992         | Le bateau des Schtroumpfs                |
| 32     | Juin 1992        | Un lutin chez les Schtroumpfs            |
| 33     | Juillet 1992     | Les Schtroumpfs gris                     |
| 34     | Août 1992        | Le Schtroumpf qui marchait sous l'eau    |